# 최지몽
최지몽(崔知夢, 907년 ~ 987년 4월 2일(음력 3월 2일))은 고려의 천문학자 및 관료다.

## 생애
낭주 최씨의 시조이며, 고려 초기 영암 출신 관료로 태조~성종 조의 왕권 안정에 공을 세웠다. 
대광(大匡) 현일(玄一) 밑에서 사사해서 경서와 사서를 널리 섭렵했으며, 그 가운데 천문(天文)과 복서(卜筮)에 정통했다. 그의 아버지 원보 최상흔(최흔)은 왕건이 궁예 휘하에 서해장군으로 있었던 시절 인연을 맺은 바가 있다.
고려 건국 이전에는 태조가 후삼국을 통일할 것을 예지했다. 원레레 이름은 총진(聰進)이었으나 열여덟의 젊은 나이에 태조에게 불려가 태조가 삼한(三韓)을 통일하게 될 징조라고 꿈을 해석해서 태조에게 칭찬을 받고 지몽(知夢)이라는 이름을 얻었다. 왕건이 한반도를 통일하게 되면서 개국공신이 되었다.
태조 이후에도 고려 왕조를 지속적으로 섬겼으며, 고려 왕조의 충신 중 한명이었다. 특히 왕규의 혜종 시해 음모를 예측하여 혜종을 암살의 위기에서 구했다.
광종 말년에 왕권 강화책에 따라 잠시 벼슬에서 퇴출되었다가 980년(경종 5년)에 임금에게 왕승이 반역을 꾀할 것을 대비하도록 했다. 이 사건 이후 광종은 최지몽에게 어의와 금으로 만든 허리띠를 하사했다. 또한 대광내의령 동래군후 식읍일천호 주국(大匡內議令東萊郡侯食邑一千戶柱國)에 봉해지고 복직되었다.
987년(성종 6년) 81세의 나이로 사망하였으며, 태자태부로 증직되고 민휴(敏休)의 시호를 받았다. 그의 고향에는 지금도 사당이 남아 있어 그를 모시고 있다.
고려의 개국공신과 천문학자라는 점에서 고려 및 왕건과 관련된 드라마에 자주 등장한다.

## 가계
아버지의 이름은 최상흔(崔相昕)이다. 그의 후손 중 조선 시대 인물로는 최몽암(崔夢嵒: 1718년 8월 6일(음력 7월 10일)~1802년 11월 22일(음력 10월 27일))이 있다.

## 최지몽이 등장하는 작품
- 《태조 왕건》(KBS, 2000년~2002년, 배우:박지영)
- 《제국의 아침》(KBS, 2002년~2003년, 배우:정동환)
- 《천추태후》(KBS, 2009년, 배우:전성환)
- 《빛나거나 미치거나》(MBC, 2015년, 배우:김병옥)
- 《달의 연인 - 보보경심 려》(SBS, 2016년, 배우:김성균)

## 전기 자료
- 《고려사》 권92, 〈열전〉5, 최지몽